# Copa Real Federación Andaluza de Fútbol
La Copa Real Federación Andaluza de Fútbol es un torneo español de carácter autonómico andaluz celebrado y organizado por la Real Federación Andaluza de Fútbol.

## Historia
Creada en el invierno de 2020, la primera Copa se celebró en la temporada 2020/21. La competición la jugarían los cuatro primeros clasificados, no ascendidos, de los grupos IX-A, IX-B, X-A y X-B de la Tercera División de España, quedando excluidos los filiales.
Se enfrentarán de cada grupo, el primero contra el cuarto y el segundo contra el tercero en una eliminatoria a doble partido. Los ganadores jugarán una final a cuatro en una sede neutral, y serán los dos finalistas los que se beneficien de la posibilidad de jugar la Copa Real Federación Española de Fútbol. Además, el campeón recibirá un premio económico.

## Finales Disputadas
| Temporada | Campeón                     | Resultados              | Subcampeón                     | Sede Final                                                                                          |
| --------- | --------------------------- | ----------------------- | ------------------------------ | --------------------------------------------------------------------------------------------------- |
| 2020-21   | C. D. Utrera                | 4 - 0                   | U. D. Ciudad de Torredonjimeno | Estadio Municipal, Marbella, Málaga                                                                 |
| 2021-22   | Juventud Torremolinos C. F. | 3 - 2                   | Xerez C. D.                    | Estadio Municipal San Pedro de Alcántara, Marbella, Málaga                                          |
| 2022-23   | Marbella F. C.              | 4 - 0                   | S.C. Puente Genil F. C.        | Estadio Municipal San Roque, Torrox, Málaga                                                         |
| 2023-24   | S.C. Puente Genil F. C.     | 2 - 1, 0 - 1 (5-3 pen.) | U. D. Torre del Mar            | Estadio Manuel Polinario, Puente Genil, Córdoba / Estadio Juan Manuel Azuaga, Torre del Mar, Málaga |
| 2024-25   | C. D. Pozoblanco            | 0 - 2, 4 - 2            | Atlético Mancha Real           | Polideportivo La Juventud, Mancha Real, Jaén / Estadio Nuestra Señora de Luna, Pozoblanco, Córdoba  |

## Palmarés
En la siguiente tabla se muestran todos los clubes que han disputado alguna vez una final de Copa Federación. Aparecen ordenados por número de títulos conquistados. A igual número de títulos por número de subcampeonatos y si persiste la igualdad, por antigüedad de su primer título o participación.
| Equipo                         | Finales | Títulos | Último campeonato | Subcampeonatos | Último subcampeonato |
| ------------------------------ | ------- | ------- | ----------------- | -------------- | -------------------- |
| S.C. Puente Genil F. C.        | 2       | 1       | 2023              | 1              | 2022                 |
| C. D. Utrera                   | 1       | 1       | 2020              | 0              | 0                    |
| Juventud Torremolinos C. F.    | 1       | 1       | 2021              | 0              | 0                    |
| Marbella F. C.                 | 1       | 1       | 2022              | 0              | 0                    |
| C. D. Pozoblanco               | 1       | 1       | 2024              | 0              | 0                    |
| U. D. Ciudad de Torredonjimeno | 1       | 0       | -                 | 1              | 2020                 |
| Xerez C. D.                    | 1       | 0       | -                 | 1              | 2021                 |
| U. D. Torre del Mar            | 1       | 0       | -                 | 1              | 2023                 |
| Atlético Mancha Real           | 1       | 0       | -                 | 1              | 2024                 |

### Títulos por provincia
En la siguiente tabla se muestran el lugar de origen de los equipos que han disputado alguna vez una final de Copa Federación. Aparecen ordenados por número de títulos conquistados.
| Provincia | Títulos | Subcamp. | Clubes campeones(títulos por club)                     |
| --------- | ------- | -------- | ------------------------------------------------------ |
| Málaga    | 2       | 1        | Juventud de Torremolinos C. F. (1), Marbella F. C. (1) |
| Córdoba   | 2       | 1        | S.C. Puente Genil F. C. (1), C. D. Pozoblanco (1)      |
| Sevilla   | 1       | 0        | C. D. Utrera (1)                                       |
| Jaén      | 0       | 2        | -                                                      |
| Cádiz     | 0       | 1        | -                                                      |
| Almería   | 0       | 0        | -                                                      |
| Granada   | 0       | 0        | -                                                      |
| Huelva    | 0       | 0        | -                                                      |

Datos actualizados: edición 2024. 